# The Ventures
The Ventures är en instrumental rockgrupp som bildades år 1958 av Don Wilson och Bob Bogle i Seattle, USA. Efter att ha spelat med olika lokala musikgrupper blev det slutligen en uppsättning med Nokie Edwards på sologitarr, Don Wilson på kompgitarr, Bob Bogle på basgitarr och trummisen Mel Taylor.
The Ventures första stora hit kom 1960 med "Walk Don't Run". Gruppen gjorde sedan instrumentala versioner av kända låtar och covers på många av dåtidens TV-seriers vinjetter, exempelvis Batman och Hawaii Five-O.
Gruppen valdes 2008 in i Rock and Roll Hall of Fame.
Sedan 2022 finns ingen av The Ventures originalmedlemmar kvar i bandet. Taylor avled år 1996 (och ersattes som trummis i bandet av sin son, Leon Taylor). Bogle avled 2009, Edwards 2018, och Wilson 2022.

## Medlemmar
Nuvarande medlemmar
- Leon Taylor – trummor (1996–)
- Bob Spalding – gitarr (2005–)
- Ian Spalding – gitarr, basgitarr (2016–)
- Luke Griffin – basgitarr, gitarr (2017–)

Tidigare medlemmar
- Nokie Edwards – sologitarr, basgitarr (1960–1968, 1972–1985; som gäst 1999–2016; död 2018)
- Gerry McGee – gitarr (1968–1972, 1985–2017; död 2019)
- Don Wilson – gitarr (1958–2015; död 2022)
- Bob Bogle – basgitarr, sologitarr (1958–2005; död 2009)
- George T. Babbitt – trummor (1959–1960)
- Skip Moore – trummor (1960)
- Howie Johnson – trummor (1960–1962; död 1988)
- Mel Taylor – trummor (1962–1973, 1979–1996; död 1996)
- Sandy Lee Gornicki – keyboard (1968)
- John Durrill – keyboard (1968–1972)
- Dave Carr – keyboard (1973–1974)
- Joe Barile – trummor (1973–1979)
- Biff Vincent – keyboard (1975–1976)

## Diskografi

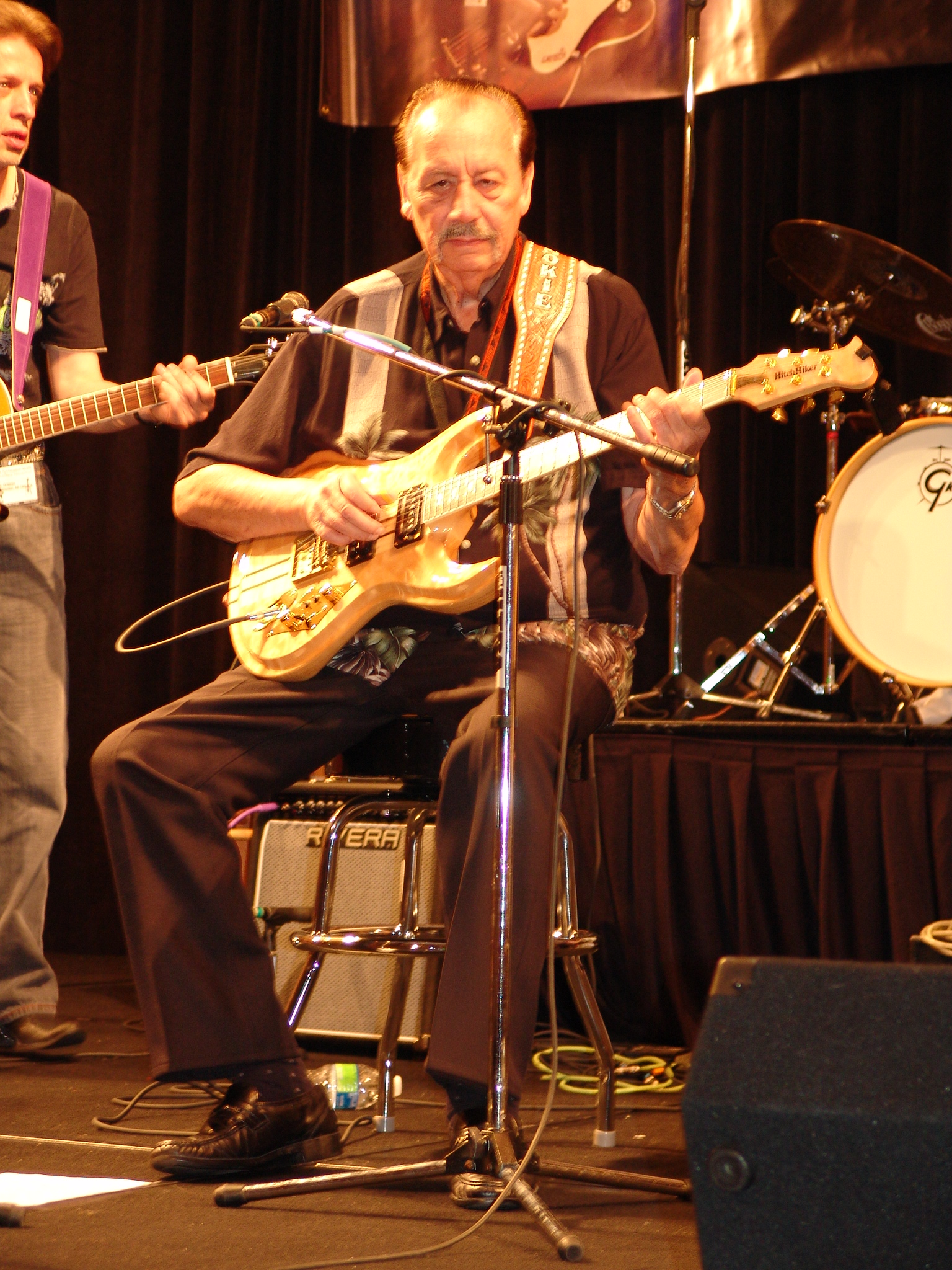
Nole "Nokie" Edwards spelar med The Ventures i Nashville 2009.

### Studioalbum
- 1960 – Walk Don't Run
- 1961 – The Ventures
- 1961 – Another Smash!!!
- 1961 – The Colorful Ventures
- 1962 – Twist with the Ventures
- 1962 – Twist Party, Volume 2
- 1962 – Mashed Potatoes and Gravy
- 1962 – Going to the Ventures' Dance Party!
- 1963 – The Ventures Play "Telstar" and "The Lonely Bull"
- 1963 – Bobby Vee Meets the Ventures
- 1963 – Surfing
- 1963 – Ventures Play the Country Classics
- 1963 – Let's Go!
- 1964 – The Ventures in Space
- 1964 – The Fabulous Ventures
- 1964 – Walk, Don't Run, Vol. 2
- 1965 – The Ventures Knock Me Out!
- 1965 – Play Guitar, Vol. 1
- 1965 – Play Guitar, Vol. 2
- 1965 – Play Guitar, Vol. 3
- 1965 – Play Guitar, Vol. 4: Play Electric Bass
- 1965 – Christmas Album
- 1965 – Adventures in Paradise
- 1966 – Where the Action Is!
- 1966 – The Ventures Play the "Batman" Theme
- 1966 – All About the Ventures
- 1966 – Go With the Ventures!
- 1966 – Wild Things!
- 1967 – Guitar Freakout
- 1967 – Super Psychedelics
- 1967 – $1,000,000 Weekend
- 1967 – Play Guitar, Vol. 7
- 1967 – Revolving Sounds
- 1968 – Flights of Fantasy
- 1968 – The Horse
- 1969 – Underground Fire
- 1969 – Hawaii Five-O
- 1969 – Swamp Rock
- 1970 – On the Scene
- 1970 – 10th Anniversary Album
- 1971 – New Testament
- 1971 – Pops in Japan '71
- 1972 – Theme from "Shaft"
- 1972 – Joy: Play the Classics
- 1973 – Only hits
- 1973 – Pops in Japan '73
- 1974 – Jim Croce Songbook
- 1974 – Best of Pops Sounds
- 1974 – The Ventures Play the Carpenters
- 1975 – Now Playing
- 1976 - Hollywood
- 1976 – Rocky Road: The New Ventures
- 1976 – Sunflower '76
- 1977 – TV Themes
- 1979 – Latin Album
- 1980 – Chameleon
- 1981 – 60's Pops
- 1982 – St. Lois Memory
- 1982 – The Last Album on Liberty
- 1983 – NASA 25th Anniversary Commemorative Album
- 1996 – The Ventures Favorites
- 1997 – Guitars on Mars
- 1997 – Wild Again
- 1998 – New Depths
- 1999 – Walk Don't Run 2000
- 2001 – Plays Southern All Stars
- 2002 – The Ventures Play the Greatest Instrumental Hits
- 2002 – Christmas Joy
- 2003 – Gold
- 2004 – Ventures Forever
- 2005 – Ventures a Go-Go

### Livealbum
- 1965 – The Ventures in Japan
- 1965 – The Ventures in Japan, Vol. 2
- 1965 – The Ventures on Stage
- 1966 – All about The Ventures
- 1967 – The Ventures on Stage Encore
- 1968 – The Ventures Live, Again!
- 1968 – The Ventures in Tokyo '68
- 1970 – Live! The Ventures
- 1971 – The Ventures on Stage '71
- 1972 – The Ventures on Stage '72
- 1973 – Pops in Japan '73
- 1973 – The Ventures on Stage '73
- 1974 – The Ventures Special '74 on Japanese Tour
- 1974 – The Ventures on Stage '74
- 1975 – The Ventures on Stage '75
- 1976 – The Ventures on Stage '76
- 1977 – Live in Japan '77
- 1978 – The Ventures on Stage '78
- 1980 – Super Live '80
- 1981 – Live in L.A.
- 1984 – Original Members: Live in Japan
- 1995 – Live in Japan '65
- 1998 – On Stage Encore/The Ventures Live, Again!
- 1999 – Ventures In Japan/Ventures In Japan, Vol. 2
- 2001 – Live in Japan 2000
- 2003 – In Japan Live-2000
- 2004 – In Japan, Vol. 1-2
- 2004 – Pops in Japan, Vol. 1-2
- 2004 – Summer & Winter: Live
- 2005 – Alive Five-O Hits Live